# Hugh Everett
Hugh Everett III. [hjúg èveret], ameriški fizik, * 11. november 1930, Maryland, ZDA, † 19. julij 1982, McLean, Virginija, ZDA.
Everett je leta 1957 prvi predlagal interpretacijo kvantne mehanike kot formulacijo relativnega stanja, ki jo je kasneje deWitt preimenoval v interpretacijo mnogoterih svetov. Celotna teorija, katere ledino je zaoral, še danes ni priznana, njen današnji velik zagovornik pa je oxfordski fizik David Deutsch. Po doktoratu je Everett zapustil fiziko, predvsem zaradi nerazumevanja njegovih teorij s strani fizikalnega občestva. Razvil je uporabo posplošenih Lagrangeevih množiteljev pri operacijski analizi in uporabil izsledke kot obrambni analitik in svetovalec, ter postal multimilijonar.

## Življenje in delo
Po 2. svetovni vojni je bil njegov oče nastanjen v Zahodni Nemčiji in Hugh je obiskal Leipzig v Vzhodni Nemčiji leta 1949. Diplomiral je iz kemijske tehnike na Ameriški katoliški univerzi leta 1953. Nato je od Nacionalne znanstvene fundacije (NSF) prejel štipendijo, ki mu je omogočila, da je podiplomsko študiral na Univerzi Princeton. Na oddelku za matematiko je raziskoval tedaj novo področje teorije iger, počasi pa se je začel zanimati za fiziko. Leta 1953 je začel poslušati fizikalna predavanja, še posebej Dickeova uvodna predavanja v kvantno mehaniko.
V drugem obdobju na princetonski univerzi je leta 1954 prestopil na oddelek za fiziko. V tem letu je poslušal metode matematične fizike Eugenea Wignerja, čeprav je ostal zvest matematiki, in je decembra objavil članek o vojaški teoriji iger. Pomladi 1955 je magistriral in začel delati svojo doktorsko dizertacijo, ki ga je veliko kasneje proslavila. Kasneje leta 1955 je za mentorja izbral Wheelerja in jo pod naslovom Teorija univerzalne valovne funkcije (The Theory of the Universal Wave Function) leta 1956 dokončal, ter jo z zakasnitvijo pomladi 1957 uspešno zagovarjal. Kratek članek z Wheelerjevim pregledom, ki je povzel njegovo interpretacijo relativnega stanja, je izšel v Reviews of Modern Physics 29 #3 454-462, (julij 1957). Fiziki nanj niso postali pozorni.
Po doktoratu septembra 1956, ga je Pentagon povabil naj se vključi v skupino WSEG, ki jo je vodil Inštitut za obrambne analize (IDA). Kmalu so ga poslali v Narodne laboratorije Sandia, da bi se seznanil z jedrskim orožjem. Tu se je navdušil nad računalniškim modeliranjem. V letu 1957 je postal predstojnik WSEG-ovega Oddelka za fizikalne in matematične znanosti. Nato je moral zaradi dizertacije pustiti delo v WSEG in se vrnil na Princeton. Po vrnitvi se je spet poglobil v raziskovalno delo pri WSEG, katero je bilo večinoma strogo zaupno. Znano je, da je sodeloval pri različnih raziskavah projekta jedrske medcelinske balistične rakete Minuteman, ki se je tedaj začel. Ukvarjal se je tudi s porazdelitvijo in pojavi radioaktivnih padavin pri vojskovanju z velikim jedrskim orožjem.
Marca in aprila 1959 je na Wheelerjevo prošnjo obiskal Nielsa Bohra v Københavnu. Bohra njegove zamisli niso zanimale in jih ni resno jemal. Everett je bil potrt, vendar je v hotelu začel delo na novi zamisli, da uporabi Lagrangeeve multiplikatorje za optimizacijo, kar je pozneje pripeljalo do uspeha.
Avgusta 1964 je Obrambna raziskovalna korporacija (DRC) obudila Odsek Lambda, ki se je usmeril na reševanje mirnodobskih problemov z rešitvami vojaškega modeliranja. Everett je zapustil WSEG in postal vodja novega Odseka, skupaj z milijonskim proračunom. Naslednje leto je odsek postal javen kot Lambda Corporation, »možganski trust«, ki se je vrnil prvenstveno na vojaške raziskave. Po treh letih je Everett odsopil s predsedniškega mesta, da bi se osredotočil na raziskave, saj se je podjetje tako hitro širilo, da so bile administrativne dolžnosti moteče. V zgodnji 70-ih so proračun za obrambo zmanjšali in večino denarja je šlo za operacijske funkcije v vietnamski vojni. Lambdo je kasneje na novo odkupila DRC in je danes znana kot General Research Corp.
Everett je leta 1973 zapustil Lambdo in v Arlingtonu v Virginiji ustanovil računalniško svetovalno družbo DBS Corporation. Večino njenega dela se je nanašalo na statistične analize. Očitno mu je bilo programiranje pri srcu in je do konca življenja delal za DBS. Skupaj z nekaterimi uslužbenci DBS, družinskimi prijatelji in Elaine Tsiang je ustanovil tudi Monowave Corporation, majhno podjetje, ki raziskuje strojno prepoznavanje govora.
DeWitt je leta 1970 za Physics Today napisal članek o Everettovi teoriji relativnega stanja. V tem času so fiziki pokazali več zanimanja, tako da so poročila začela deževati. Medtem je deWitt, ki si je dopisoval z Everettom o mnogoterih svetovih (deWittova označitev), začel urejevati antologijo interpretacij kvantne mehanike, ki jo je nabral iz 500 člankov. Knjiga je izšla leta 1973. Kmalu zatem se je Everettovo delo pojavilo v znastvenofantastični reviji Analog. Univerza Teksasa v Austinu, kjer je Wheeler začel poučevati in raziskovati, je leta 1977 povabila Everetta na srečanje, ki ga je organiziral Wheeler. Everett je bil »zvezda predstave« in je bil priča navala nadebudnih študentov. Z naraščanjem slovesa je Wheeler poskušal povrniti Everetta v fiziko in hotel ustanoviti nov raziskovalni inštitut v Kaliforniji, vendar od njegovega predloga ni bilo nič.
Everett je nenadoma umrl doma zaradi srčne kapi v 51. letu starosti. Morda je bilo za to krivo njegovo neprestano kajenje in pitje alkohola, čeprav je bil na zunaj zdrav. Od podjetij, ki jih je ustanovil, obstaja le še Monowave Corporation v Seattleu v Washingtonu in ga še vedno vodi Elaine Tsiang.
Njegova hči Elizabeth je bolehala za shizofrenijo in je leta 1996 storila samomor. Njegov sin Mark alias »E«, oziroma »Mr. E«, je pevec, kitarist, klaviaturist in vodja rock skupine Eels. Hughesova žena Nancy, rojena Gore, je umrla leta 1998 za rakom.